# Rollomonadia
A Rollomonadia egysejtű ostoros csoport. Két kládja van benne, a kis heterotróf Katablepharidaceae és a nagy Cryptophyta, ennek a heterotróf Goniomonadea és a fotoszintetikus Cryptophyceae a tagjai. A Palpitomonas bilix és a Tetrahelia pterbica fajokkal együtt alkotja a Cryptista kládot.

## Történet
2013-ban hozta létre Thomas Cavalier-Smith a Cryptista altörzseként két csoporttal, a Cryptomonadával és a Leucocryptával, 2017-ben a Cryptomonadát és a Leucocryptát főosztállyá minősítette. Adl et al. 2019-es rendszertanában a Rollomonadia nem szerepel, helyette a Cryptophyceae nevet használják, és 3 kládját írják le, ezek a kloro- vagy leukoplasztisszal rendelkező Cryptomonadales és a plasztisz nélküli Cyathomonadacea és Katablepharidaceae.
Cavalier-Smith a Cryptomonadát a Goniomonadidaetől eltérő sokszögletű periplasztlemezekkel rendelkezőként írta le.

## Morfológia
Ejektoszómái trichociszták, mitokondriális cristái lapos csövek, két ostora szubapikálisan vagy dorzálisan ered egy elülső mélyedés (vestibulum) jobb oldaláról. Hosszanti bemélyedései vagy csöves csatornái a vestibulum ventrális oldalából indulnak ki hátrafelé, itt nagy ejektoszómák vannak. A plasztiszt fedő réteg belső és felszíni periplasztrészekből áll. Plasztisza rendelkezhet nukleomorffal. Extruszómái tekercsesek.
Átmeneti zónája 3 lemezes, csak az alsó az átmeneti lemez. Ennek alsó felülete mikroszkóppal nem látható tisztán, a sűrű lumenű felső felület csak a Goniomonasban látható jól. A középső elem vastagabb a perifériásnál – például a Cryptomonasban előbbi közel 5-ször olyan vastag, mint utóbbi. Axoszómalemeze van.
A Cryptomonadales az egyetlen plasztisszal rendelkező ide sorolt klád, a Katablepharidaceae szabadon úszó sejtekből áll két szubapikális-mediális helyzetű heterodinamikus ostorral, lamelláris héj által megvastagodott membránnal, feltekert szalag alakú nagy extruszómákkal, hosszanti mikrotubulusok által apikális sejtszájon keresztül történő táplálékfelvétellel. Centriólumai kilencszögű rostot alkotnak.
A Katablepharis G2 centriólumai mintegy 80°-ot zárnak be, a többi Rollomonadia-fajéi párhuzamosak vagy közel párhuzamosak.

## Életciklus
Egyes nemzetségek, például a Proteomonas vagy a Cryptomonas diplomorfok.

## Pigmentek
Kloroplasztiszuk, ha van, klorofill a-t, c2-t és fikobiliproteineket tartalmazhat, melyek a tilakoid lumenjében vannak.

## Fordítás
Ez a szócikk részben vagy egészben  a   Rollomonadia című angol Wikipédia-szócikk ezen változatának fordításán alapul.  Az eredeti cikk szerkesztőit annak laptörténete sorolja fel. Ez a jelzés csupán a megfogalmazás eredetét és a szerzői jogokat jelzi, nem szolgál a cikkben szereplő információk forrásmegjelöléseként.